# Institut de haute technologie de Chypre
Pour les articles homonymes, voir HTI.
L’Institut de haute technologie de Chypre (en anglais : Higher Technical Institute of Cyprus ou HTI ; grec moderne : Ανώτερο Τεχνολογικό Ινστιτούτο) est une université publique basée à Nicosie. Elle fut fondée en 1968 par le gouvernement chypriote avec l’aide du Programme des Nations unies pour le développement. Elle offre des cursus en 3 ans, enseignés en anglais uniquement.   
Les 5 facultés sont :
- Génie civil
- Génie informatique
- Électrotechnique
- Génie marin
- Génie mécanique

Dans les années à venir, l'Institut est censé fusionner avec l’institut de technologie de Chypre.